# Coming Together
Coming together est une sculpture monumentale de Niki de Saint Phalle inaugurée en 2001 devant le Palais des congrès de San Diego, Californie. C'est une des cinq œuvres d'art monumentales destinées à orner l'extérieur du bâtiment. 
Commandée à l'artiste par le conseil d’administration du Palais des congrès , la Commission for Arts and Culture de San Diego et le Public Art Committee, conseiller artistique du port de San Diego, la sculpture mesure hauteur environ 11 à 12 mètres. Elle a coûté environ 600 000 dollars.
La sculpture représente la moitié d'un visage de femme et la moitié d'un visage d'homme  illustrant le sujet Soyons ensemble. Elle est construite en ciment sur armature de fer, recouverte de mosaïques et de cailloux. Elle a été inaugurée en octobre 2001. Peu connue en France, cette sculpture n'est pas mentionnée dans le catalogue de l'exposition 2014-2015 de Niki de Saint Phalle au Grand Palais de Paris.
Elle fait partie d'un ensemble de cinq œuvres d'art en plein air qui décorent l'extérieur du palais des congrès  : Flame of Friendship par Leonardo Nierman, Luminous Arc par James Carpenter , Journey to Aztlan par Jamex et Einar de la Torre, Benefit of Mr. Kite par Mags Harries et Lajos Heder.